# Gympie
Gympie es un pueblo del sudeste de Queensland, Australia, aproximadamente a 160 km al norte de la capital del estado, Brisbane. Gympie es el centro administrativo de la Región de Gympie. Según el censo australiano de 2006, tenía 10 933 habitantes.

## Historia
Originalmente establecida por motivos de pasto, el área se desarrolló cuando se tuvieron noticias del descubrimiento de oro el 16 de octubre de 1867. En esa época, Queensland estaba sufriendo una grave depresión económica y el hallazgo probablemente salvó a la colonia de la bancarrota. Este evento es celebrado aún en la actualidad, durante el Gympie Gold Rush Festival en octubre, con 10 días de eventos culturales. La minería de oro todavía juega un rol importante en la economía local, junto con la agricultura, la madera y el turismo.

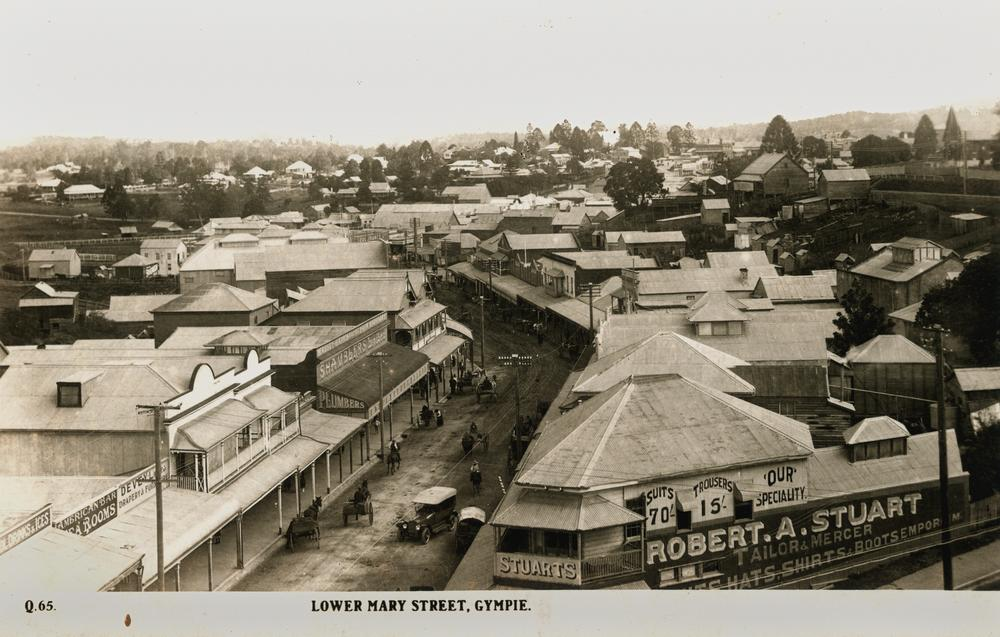
Lower Mary Street, c.1925

## Etimología
El nombre de Gympie deriva de la palabra kabi (el lenguaje de una tribu de indígenas australianos que históricamente vivieron en el sudeste de Queensland) "gimpi-gimpi" (que significa "árbol picante"), referido al Dendrocnide moroides, planta autóctona que produce picor al tacto. El nombre se cambió posteriormente en 1868.